# Walerij Arganowski
Walerij Abramowicz Agranowski (ros. Вале́рий Абра́мович Аграно́вский; ur. 2 sierpnia 1929, zm. 11 listopada 2000 roku) – radziecki pisarz, dramaturg i dziennikarz. Członek Związku Pisarzy ZSRR. Wchodził w skład zespołu pisarzy tworzących wspólnie pod pseudonimem Paweł Bagriak. Zasłużony Pracownik Kultury RFSRR. Jako dziennikarz pracował w gazecie Komsomolskaja prawda oraz w czasopiśmie Ogoniok. Pochowany na Cmentarzu Wwiedieńskim w Moskwie.